# Parasites (groupe)
Pour les articles homonymes, voir Parasites.
Parasites est un groupe de musique de rock américain, originaire de la baie de San Francisco. 

## Biographie
Le groupe est formé à la fin des années 1980 par le guitariste et chanteur Dave Parasite et le bassiste Ron Nole dans le New Jersey. Dave emménagera ensuite à Berkeley, en Californie, et continue avec une nouvelle formation au sein du label Lookout! Records et à la veille du revirement du pop-punk. Les Parasites effectuent plusieurs changements au fil de leur carrière, le plus notable étant celui du batteur Dan Cofer et de son frère Scott Cofer, ex-membres du groupe de thrash metal Pillage Sunday.
Parasites enregistre depuis 1987 et tournera sur tous les continents. TIls joueront avec des groupes comme Green Day, Rancid, NOFX, Bad Religion, Buzzcocks, Jawbreaker, The Queers, Lunachicks, Teenage Bottlerocket, The Mr. T Experience, The Smoking Popes, Dillinger 4, The Ataris, Swingin' Utters, Weston, Ben Weasel, The Ergs, The Methadones, The Lillingtons, Squirtgun, D.O.A., Los Crudos, Sloppy Seconds, Dan Vapid and the Cheats, Down By Law, Avail, J Church, Travoltas, The Apers, Banner Pilot, Iron Chic, Boris The Sprinkler, FYP, Lemuria, et Masked Intruder. Parasites tournent en 1993, 1994, 1995, 1996, 1997, 1998, 2000, et 2002.
Après une pause en 2003, le groupe publie le best-of Retro-Pop Remasters , en 2006 chez Go Kart Records et de nouveaux albums studio Solitary en 2009, et Non Stop Power Pop en 2012, au label Kid Tested Records, le label de Dave Parasite, et une chanson sur un split quatre titres en 2013. À leur retour en 2006, ils tournent en 2006, 2007, 2009, 2012, 2013, 2014, 2015, et 2016. Un album hommage au groupe, Paracomp, est publié en 2015.

## Discographie

### Albums studio
- 1990 : Pair of Sides (réédité en 2016 au label Violated Records)
- 1994 : Punch Lines
- 1994 : Pair
- 1997 : Nyquil Fueled Rock Armada
- 1997 : It's Alive (Cover of It's Alive (Ramones)
- 1998 :  Rat Ass Pie (CD, LP + cassette)
- 2000 : Compost
- 2007 : Retro Pop Remasters
- 2009 : Solitary
- 2013 : Non Stop Power Pop Kid Tested Records
- 2015 : Rock You Like a Funnel Cake

### Singles et EP
- 1987 : Let's Have Fun (EP)
- 1987 : Lost In the 80's (EP)
- 1990 : Where the Kids Are (EP)
- 1990 : Live Nightmares EP (split 7" EP avec Mourning Noise)
- 1991 : Last Caress (single)
- 1991 : Beat on Iraq (EP)
- 1991 : En Hommage aux Beatles (EP)
- 1991 : Paramania (EP)
- 1992 : Crazy (single)
- 1992 : Letdown (single)
- 1993 : Something to Hold On To  (single)
- 1995 : I Almost Loved You (single)
- 1995 : Burnt Toast (EP)
- 1995 : V.M.Live Presents: Parasites 12/3/94 (EP)
- 1996 : Top Secret (EP)
- 1997 : No Martyr (EP)
- 1997 : V.M.Live Presents: Parasites 5/3/96 (EP)
- 1997 : Hang Up (EP)
- 1997 : Dave Parasite Back to Demo '89 -'91" (EP)
- 1997 : Borisites / Nikki the Sprinkler (split EP)
- 2013 : Never Mean That Much To You (split EP)